# Rhynchospora confusa
Rhynchospora confusa är en halvgräsart som beskrevs av Ernest Ballard. Rhynchospora confusa ingår i släktet småag, och familjen halvgräs. Inga underarter finns listade i Catalogue of Life.